# GMG Airlines
Pour les articles homonymes, voir GMG.

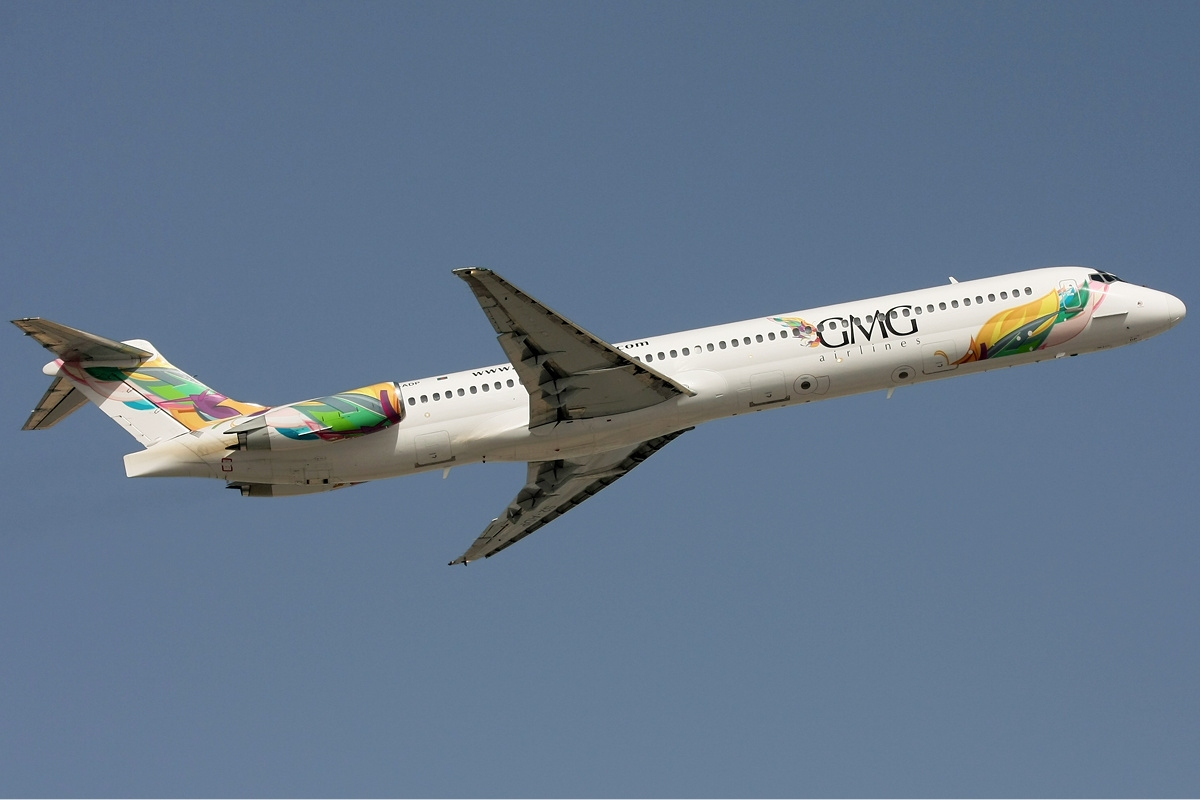
MD-83 de GMG Airlines (en 2010)

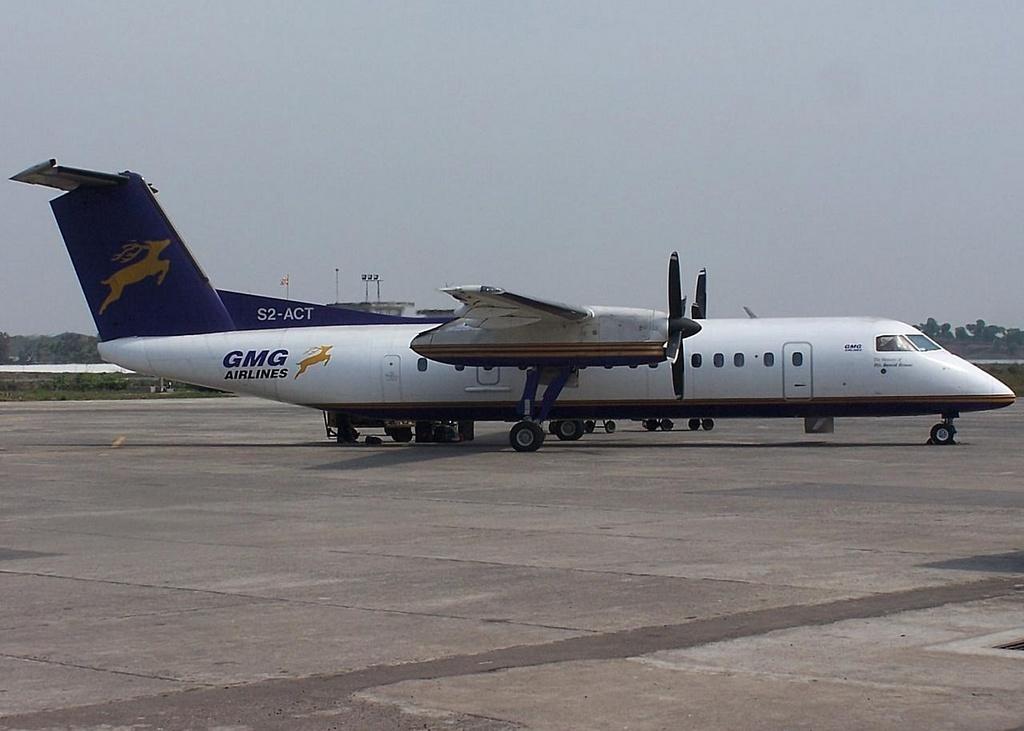
Bombardier Dash 8 de GMG Airlines (2007)

GMG Airlines est une compagnie aérienne fondée le 6 avril 1998. La compagnie assure des vols intérieurs entre différentes villes principales du Bangladesh ainsi qu'un vol international vers Kolkata (le nouveau nom de Calcutta) en Inde.
Les villes du Bangladesh desservies par cette compagnie (2005) sont : Barisal, Chittagong, Cox's Bazar, Jessore et Sylhet. Cette compagnie est basée à Dhaka,  Zia International Airport.
En 2005, sa flotte est constituée d'appareils Dash 8 de l'entreprise canadienne Bombardier : 2 DHC-8 Q100 et 1 DHC-8 Q300.
En 2007 sa flotte comportait aussi 2 MD-82.

## Code
- AITA : Z5
- OACI : GMG